# Samuel Mráz
Samuel Mráz, né le 13 mai 1997 à Malacky en Slovaquie, est un footballeur international slovaque qui évolue au poste d'avant-centre au Servette Football Club 1890.

## Biographie

### Empoli FC
Le 19 juillet 2018 Samuel Mráz s'engage en faveur de l'Empoli FC.

### FC Crotone
Le 30 janvier 2019 il est prêté jusqu'à la fin de saison au FC Crotone, en Serie B.

### Brøndby IF
En août 2019 est à nouveau prêté, cette fois-ci au club danois du Brøndby IF pour une saison et avec option d'achat.

### Spezia Calcio
Le 9 août 2021, Samuel Mráz quitte cette fois définitivement l'Empoli FC et s'engage en même temps que Dimítris Nikoláou en faveur du Spezia Calcio pour un contrat courant jusqu'en juin 2024.

### Servette FC
Le 28 mai 2025, Samuel Mráz s'engage jusqu'en 2027 avec le club suisse Servette Football Club 1890.

### En sélection
Samuel Mráz honore sa première sélection avec l'équipe nationale de Slovaquie le 16 octobre 2018, en match amical face à la Suède. Il entre en jeu ce jour-là et les deux équipes se séparent sur un match nul (1-1).
Il inscrit son premier but en sélection le 7 juin 2019 face à la Jordanie. Il entre en jeu en cours de partie, et son équipe s'impose finalement par cinq buts à un.